# Taktikzentrum des Heeres
Das Taktikzentrum des Heeres (TZH) ist eines der Zentren des Heeres mit Sitz in Dresden. Es ist der Offizierschule des Heeres angegliedert.

## Aufgaben
Seine Hauptaufgabe ist die Unterstützung der Truppe und der Ausbildungseinrichtungen, insbesondere der Offiziersschule, bei der Erstellung von Lehr- und Lernmitteln für die taktische Aus- und Weiterbildung sowie die Koordinierung der Lehraussagen aller Schulen des Heeres. Weiterer Schwerpunkt ist die Weiterentwicklung der Taktik. Dazu werden die militärische Fachliteratur ausgewertet sowie militärhistorische Beispiele herangezogen.

## Geschichte
Am 1. Oktober 1980 begann das Taktikzentrum des Heeres in Hannover seine Arbeit. 1995 wurde das SIRA-Bataillon in Hannover eingerichtet. 1998 verlegte das Zentrum mit der Offizierschule nach Dresden.
Das Simulationssystem zur Unterstützung von Rahmenübungen (SIRA) wurde zum 1. Juli 2008 in die Offiziersschule des Heeres in Dresden eingegliedert.

## Verbandsabzeichen
Die Grundform des Verbandsabzeichens ist ein Schild mit rotem Grund und zeigt zwei gekreuzte Schwerter. Unter den Schwertern steht ein weißes „S“, welches die Schulen des Heeres kennzeichnet. Die Paspelierung des Abzeichens ist weiß-schwarz. Das Verbandsabzeichen (getragen am linken Ärmel des Dienstanzugs) ist somit mit dem der Offiziersschule des Heeres identisch, welches sich wiederum nur durch das weiße „S“ von dem des Heeresamtes unterscheidet.
Die dem Heeresamt unterstehenden Ausbildungseinrichtungen der Truppengattungen führen das gleiche Verbandsabzeichen, jedoch ist die Paspelierung in der jeweiligen Waffenfarbe der Truppengattung gehalten.